# Chlorochaeta pseudoneriaria
Chlorochaeta pseudoneriaria is een vlinder uit de familie van de spanners (Geometridae). De wetenschappelijke naam van de soort is voor het eerst geldig gepubliceerd in 1935 door Eugen Wehrli.